# Jean-Marc Lovay
Jean-Marc Lovay (* 14. Januar 1948 in Sion, Kanton Wallis) ist ein Schweizer Schriftsteller. In seinen Werken berichtet er von den zahlreichen Reisen und Expeditionen, die er seit einer abgebrochenen Lehre als Fotograf immer wieder unternimmt.

## Auszeichnungen
- 1976: Prix littéraire de la Vocation
- 1977: Prix Rambert für Les régions céréalières
- 1981: Einzelwerkpreis der Schweizerischen Schillerstiftung für Polenta
- 1998: Prix Pittard de l’Andelyn
- 2010: Prix Lipp Suisse
- 2013: Schweizer Literaturpreis

## Werke
- La Tentation de l’Orient. Briefwechsel mit Maurice Chappaz. CRV, Lausanne 1970
- Les régions céréalières. Roman. Gallimard, Paris 1976
- Le baluchon maudit. Roman. Gallimard, Paris 1979
- La cervelle omnibus, Genf 1979
- Polenta. Erzählung. Gallimard, Paris 1980
- Le convoi du Colonel Fürst. Roman. Zoé, Genf 1985
  - Der Trauerzug des Obersten Fürst. Deutsch von Ursula Dubois. Benziger, Zürich 1988, ISBN 3-545-36442-9.
- Conférences aux antipodes. Zoé, Genf 1987
- Un soir au bord de la rivière. Roman. Zoé, Genf 1990
- Midi solaire. Zoé, Genf 1993
- Le Valais en mouvement, Sion 1994
- La négresse et le chef des avalanches et autres récits. Zoé, Genf 1996
- Aucun de mes os ne sera troué pour servir de flûte enchantée. Zoé, Genf 1997
- La conférence de Stockholm, 1998
- Asile d’azur. Zoé, Genf 2002
- Epître aux martiens. Zoé, Genf 2004 (verfasst 1969)
- Réverbération. Zoé, Genf 2008
- Tout là-bas avec Capolino. Zoé, Genf 2009
- Chute d’un bourdon. Zoé, Genf 2012